# Amalia gigantea
Amalia gigantea là một loài thực vật có hoa trong họ Lan. Loài này được (Warner) Heynh. mô tả khoa học đầu tiên năm 1841.